# Mark G. Pegg
 Mark Gregory Pegg, né en 1963 à Port Macquarie (New South Wales, Australie), est un historien australien, spécialiste du Moyen Âge, qui enseigne aux États-Unis.
Après des études d'anthropologie au university College de Londres, avec Mary Douglas, et d'histoire médiévale à l'université de Princeton, sous la direction de William C. Jordan, il devient Professeur à l'université Washington de Saint-Louis (Missouri).

## Travaux
Ses travaux portent sur l'histoire de l'hérésie dans le Midi français et sur l'histoire de la croisade albigeoise. Avec Robert I. Moore et en prolongement des travaux des historiens français Monique Zerner, Jean-Louis Biget et Uwe Brunn, il remet en cause la notion de catharisme en montrant qu'elle ne correspond pas à la réalité des croyances et des pratiques religieuses combattues sous ce nom par l’Église aux XIIe et XIIIe siècles : le catharisme est une construction de la science des religions de la fin du XIXe et de l'historiographie du XXe siècle.  
A Most Holy War (2008) remet en question deux formes d'acceptation passive de la construction par l'Inquisition des « cathares »" en tant qu’Église hérétique  : le point de vue catholique disant que la première Inquisition fut une réponse à la menace que représentait une foi rivale, et la tradition protestante qui voyait dans les hérétiques médiévaux des ancêtres de la Réforme. Dans les deux cas, Pegg montre que les historiens ont accepté trop aisément le fait que des personnes « cathares » aient réellement existé. En étudiant les dossiers d'enquêtes de l'Inquisition, Pegg montre qu'il n'y avait pas d'Église cathare en tant que telle et que la construction de cette hérésie est une pure invention de l'Inquisition, qui produisit selon lui un des premiers exemples de génocides bien documentés de l'histoire de la formation des proto-États.

## Œuvres

### Livres
- (en) Beatrice's Last Smile : A History of the Medieval World[2], 300-1500. (New York-Oxford: Oxford University Press, forthcoming). A comparative history of the medieval world across Eurasia.
- (en) A Most Holy War : The Albigensian Crusade and the Battle for Christendom, New York, Oxford University Press, 2008.
- (en) The Corruption of Angels : The Great Inquisition of 1245-1246, Princeton, Princeton University Press, 2001.

### Articles
- « Le corps et l'autorité : la lèpre de Baudouin IV », Annales. Économies, Sociétés, Civilisations, 45/2, 1990, p. 265-287, accessible en ligne sur le site Persée.fr.
- (en) « Heresy, Good Men, and Nomenclature. Heresy and the Persecuting Society in the Middle Ages. Essays on the Work of Robert I. Moore », éd. Michael Frassetto, Leyde, Brill, 2006, p. 227-239.
- « Innocent III, les "Pestilentiels Provençaux" et le paradigme épuisé du catharisme », dans « Innocent III et le Midi ». Cahiers de Fanjeaux 50, 2015, p. 277-307.
- « La croisade, une affaire très politique », dans « Les cathares. Comment l'Église a fabriqué des hérétiques », L'Histoire, 430, déc. 2016, p. 52-57, disponible en ligne.
- (en) « The Paradigm of Catharism ; or, the Historians’ Illusion. Cathars in Question », éd. A. Sennis, Woodbridge, Rochester, York Medieval Press publication, The Boydell Press, 2016 p. 21-52.